# Paurophylla microta
Paurophylla microta är en fjärilsart som beskrevs av George Francis Hampson. Paurophylla microta ingår i släktet Paurophylla och familjen nattflyn. Inga underarter finns listade i Catalogue of Life.